# Gnophos mutilata
Gnophos mutilata är en fjärilsart som beskrevs av Otto Staudinger 1879. Gnophos mutilata ingår i släktet Gnophos och familjen mätare. Inga underarter finns listade i Catalogue of Life.